# Cristián de Stolberg-Stolberg
El conde Cristián de Stolberg-Stolberg (Hamburgo, 15 de octubre de 1748-Windeby, 18 de enero de 1821) fue un poeta alemán, hermano de Federico Leopoldo, también poeta.
Nacido en Hamburgo, pasó a ser magistrado en Tremsbüttel en Holstein en 1777. De los dos hermanos Federico fue sin duda el más talentoso. Cristián, a pesar de no ser un poeta de alta originalidad, sobresalió en la expresión del sentimiento dulce.
Ambos publicaron conjuntamente un volumen de poemas, Gedichte (editado por H. C. Boie, 1779); Schauspiele mit Chören (1787), cuyo objetivo era revivir la pasión por el teatro dramático griego; y una colección de poemas patrióticos Vaterländische Gedichte (1815).
Cristián de Stolberg fue el autor único de Gedichte aus dem Griechischen (1782), una traducción de la obra de Sofocles (1787), Die weisse Frau (1814) y un poema de siete baladas, que alcanzó considerable popularidad.
Stolberg contrajo matrimonio con Luisa Stolberg. Murió en Windeby.